# حبیب‌الله سردار منتصر
حبیب‌الله خان شادلو معروف به سردار منتصر از سیاستمداران ایرانی بود، که در دوره پنجم بعنوان نماینده بجنورد در مجلس شورای ملی حضور داشت.